# Monanthotaxis mannii
Monanthotaxis mannii là loài thực vật có hoa thuộc họ Na. Loài này được Henri Ernest Baillon mô tả khoa học đầu tiên năm 1868 dưới danh pháp Popowia mannii. Năm 1971, Bernard Verdcourt chuyển nó sang chi Monanthotaxis.